# Liên tỉnh ủy Hải Phòng - Kiến An
Liên tỉnh Hải Kiến là một tỉnh cũ ở vùng Đồng Bằng Sông Hồng. Tỉnh này tương ứng với toàn bộ Hải Phòng ngày nay, trừ huyện Vĩnh Bảo.

Bản đồ tỉnh Kiến An năm 1920, gần tương ứng với liên tỉnh Hải Kiến

Địa giới Hải Phòng trước khi sáp nhập năm 1946

## Địa lý

### Vị trí địa lý
- Phía Bắc giáp tỉnh Quảng Yên.
- Phía Nam giáp tỉnh Thái Bình.
- Phía Đông giáp vịnh Bắc Bộ.
- Phía Tây giáp tỉnh Hải Dương.

## Lịch sử
- Ngày 26 tháng 11 năm 1940 tại làng Đồng Tải (huyện An Lão), Thành ủy Hải Phòng và Tỉnh ủy Kiến An họp bàn thực hiện chủ trương hợp nhất thành Liên tỉnh Hải Kiến.
- Tháng 11 năm 1946, tỉnh Kiến An hợp nhất với Hải Phòng thành liên tỉnh Hải Kiến.
- Tháng 8 năm 1948, theo chủ trương của Liên tỉnh ủy Hải Kiến, 02 huyện An Dương và An Lão đã nhập lại, lấy tên là huyện Lưỡng An; Đảng bộ 02 huyện cũng nhập lại.[1]
- Tháng 9 năm 1949, Liên tỉnh Hải Kiến bị giải thể, tái lập thành phố Hải Phòng và tỉnh Kiến An.